# Coen Rijshouwer
Coenraad (Coen) Rijshouwer (Rotterdam, 12 juli 1924 – maart 2008) was een Nederlands voetballer die uitkwam voor Xerxes, Feijenoord, BVC Den Haag, Holland Sport, SHS en UVS.

## Loopbaan

### Beginjaren
Op zijn twaalfde werd hij lid van Xerxes. Hij groeide in de jeugdjaren op met Faas Wilkes die negen maanden ouder was. In het seizoen 1941/42 stond de zeventienjarige Rijshouwer opgesteld in het derde elftal. Een seizoen later debuteerde hij in de hoofdmacht. Dat was op 6 september 1942 in de competitieopening tegen EDO (2-0 verlies). Rijshouwer verdween in de loop van dat seizoen uit het elftal. Xerxes streed tegen degradatie en moest op 30 mei 1943 een beslissingswedstrijd spelen tegen Stormvogels op het VUC-terrein in Den Haag. Rijshouwer stond in de basis en scoorde tweemaal. Xerxes stelde door de 5-1 zege het eersteklasserschap veilig.

### Doorbraak
In het eerste naoorlogse seizoen 1945/46 beleefde hij zijn doorbraak. Hij werd clubtopscorer met 24 goals in twintig duels. Nog voor Wilkes die zestien keer scoorde. In het volgende seizoen kende hij een terugslag en bleef op drie treffers steken. Hij liet zelfs op 29 december 1946 een wedstrijd schieten omdat hij geen linksbuiten wilde spelen. Een paar dagen eerder verscheen het krantenbericht dat hij naar Feijenoord zou gaan. 

### Feijenoord
Hij kende een vliegende start bij zijn nieuwe club. Rijshouwer debuteerde op  14 september 1947 met het openingsdoelpunt en de vijfde treffer in de met 5-0 gewonnen ouverture tegen Stormvogels. Hij speelde in de eerste competitiehelft alle wedstrijden. Hij maakte eind december bekend dat hij Feijenoord na een jaar weer zou verlaten om terug te keren naar Xerxes. Vanaf dat moment verdween de aanvaller uit het elftal. Bij Xerxes werd hij herenigd met Faas Wilkes. Het duo was in het seizoen 1948/49 samen goed voor 35 treffers (Rijshouwer 19, Wilkes 16) en Xerxes eindigde op de tweede plaats achter de latere landskampioen SVV.

### Afscheid Xerxes
Een jaar later vertrok Wilkes naar Internazionale. Xerxes viel zonder de sterspeler, na de topperiode 1943 tot 1949, terug naar de middenmoot. De invoering van het profvoetbal in 1954 betekende opnieuw een aderlating voor de club. Aad Dame, Jan Everse, Ab Kentie en Herman Koning gingen spelen voor de nieuwe profclub BVC Rotterdam die uitkwam in de ‘wilde’ competitie van de NBVB. Coen Rijshouwer bleef aanvankelijk, maar eind september 1954 kende hij na tien seizoenen een onprettig afscheid. Xerxes verloor op 26 september thuis met 0-1 van Sittardia. Rijshouwer zou zich in dat duel als aanvoerder onsportief hebben gedragen ten opzichte van zijn medespelers. De clubleiding ontnam hem de aanvoerdersband en legde hem, in afwachting van de uitkomst van een onderzoek, een voorlopige schorsing op.

### Naar Den Haag
Rijshouwer wachtte het onderzoek niet af en besloot Xerxes per direct in te ruilen voor BVC Den Haag. Ook zijn teamgenoot Hans Koers maakte de overstap naar de Haagse NBVB-club die onder meer Mick Clavan en Bertus de Harder in de gelederen had. Op 3 oktober 1954 maakten de twee voormalige Xerxes-spelers hun profdebuut in de met 2-1 gewonnen thuiswedstrijd tegen Twentse Profs. Rijshouwer scoorde al in de eerste minuut de openingstreffer.
Na de fusie van de voetbalbonden KNVB en NBVB in november 1954, gingen BVC Rotterdam en BVC Den Haag samen verder als Holland Sport. De concurrentie was groot en Rijshouwer was niet meer zeker van een plek in de basis. Voor het seizoen 1955/56 nam de club SVV Scheveningen op en veranderde de naam in SHS. 
Na dat jaar vertrok hij op 32-jarige leeftijd naar UVS dat twee niveaus lager speelde. Hij kwam vijf seizoenen uit voor de Tweede divisieclub uit Leiden. In 1961 beëindigde hij na negentien jaar zijn spelersloopbaan.

### Amateurtrainer
Rijshouwer bleef na zijn afscheid actief in de voetballerij. Hij behaalde zijn trainersdiploma en hij werd trainer in het amateurvoetbal. Te Werve uit Den Haag was in 1962 zijn eerste club. Met het Rotterdamse Leonidas werd hij in 1966 kampioen in de Derde klasse. 
Nadat hij gestopt was als trainer, werd hij lid van de technische commissie van het district West II waarvan Piet Kantebeen, zijn oud-trainer van UVS, de voorzitter was. Ook was hij scout van de KNVB-afdeling Rotterdam. 
Coen Rijshouwer overleed op 83-jarige leeftijd in 2008.

## Clubstatistieken
| Seizoen         | Club            | Land            | Competitie                   | Competitie      | Competitie      | Beker           | Beker           | Internationaal  | Internationaal  | Overig          | Overig          | Totaal          | Totaal          |
| Seizoen         | Club            | Land            | Competitie                   | Wed.            | Dlp.            | Wed.            | Dlp.            | Wed.            | Dlp.            | Wed.            | Dlp.            | Wed.            | Dlp.            |
| --------------- | --------------- | --------------- | ---------------------------- | --------------- | --------------- | --------------- | --------------- | --------------- | --------------- | --------------- | --------------- | --------------- | --------------- |
| 1942/43         | Xerxes          | Nederland       | Eerste klasse West I         | 9               | 0               | –               | –               | –               | –               | 1               | 2               | 10              | 2               |
| 1943/44         | Xerxes          | Nederland       | Eerste klasse West I         | 10              | 2               | –               | –               | –               | –               | –               | –               | 10              | 2               |
| 1944/45         | Geen competitie | Geen competitie | Geen competitie              | Geen competitie | Geen competitie | Geen competitie | Geen competitie | Geen competitie | Geen competitie | Geen competitie | Geen competitie | Geen competitie | Geen competitie |
| 1945/46         | Xerxes          | Nederland       | Eerste klasse West I         | 20              | 24              | –               | –               | –               | –               | –               | –               | 20              | 24              |
| 1946/47         | Xerxes          | Nederland       | Eerste klasse West II        | 18              | 3               | –               | –               | –               | –               | –               | –               | 18              | 3               |
| 1947/48         | Feijenoord      | Nederland       | Eerste klasse West II        | 12              | 4               | –               | –               | –               | –               | –               | –               | 12              | 4               |
| 1948/49         | Xerxes          | Nederland       | Eerste klasse West I         | 20              | 19              | –               | –               | –               | –               | –               | –               | 20              | 19              |
| 1949/50         | Xerxes          | Nederland       | Eerste klasse West II        | 14              | 3               | –               | –               | –               | –               | –               | –               | 14              | 3               |
| 1950/51         | Xerxes          | Nederland       | Eerste klasse D              | 20              | 5               | –               | 0               | 0               | 0               | 0               | 0               | 20              | 5               |
| 1951/52         | Xerxes          | Nederland       | Eerste klasse D              | 23              | 8               | –               | 0               | 0               | 0               | 0               | 0               | 23              | 8               |
| 1952/53         | Xerxes          | Nederland       | Eerste klasse D              | 25              | 7               | –               | 0               | 0               | 0               | 0               | 0               | 25              | 7               |
| 1953/54         | Xerxes          | Nederland       | Eerste klasse C              | 21              | 9               | –               | 0               | 0               | 0               | 0               | 0               | 21              | 9               |
| 1954/55         | Xerxes          | Nederland       | Eerste klasse C (afgebroken) | 3               | 0               | –               | 0               | 0               | 0               | 0               | 0               | 3               | 0               |
| 1954/55         | BVC Den Haag    | Nederland       | NBVB (afgebroken)            | 8               | 2               | –               | –               | –               | –               | –               | –               | 8               | 2               |
| 1954/55         | Holland Sport   | Nederland       | Eerste klasse A              | 6               | 2               | –               | –               | –               | –               | –               | –               | 6               | 2               |
| 1955/56         | SHS             | Nederland       | Hoofdklasse B                | 12              | 2               | –               | –               | 0               | 0               | 0               | 0               | 12              | 2               |
| 1956/57         | UVS             | Nederland       | Tweede divisie B             | 22              | 2               | –               | –               | 0               | 0               | 0               | 0               | 22              | 2               |
| 1957/58         | UVS             | Nederland       | Tweede divisie A             | 17              | 5               | 1               | 0               | 0               | 0               | 0               | 0               | 18              | 5               |
| 1958/59         | UVS             | Nederland       | Tweede divisie A             | 13              | 4               | 2               | 1               | 0               | 0               | 0               | 0               | 15              | 5               |
| 1959/60         | UVS             | Nederland       | Eerste divisie A             | 16              | 6               | –               | –               | 0               | 0               | 11              | 5               | 27              | 11              |
| 1960/61         | UVS             | Nederland       | Tweede divisie               | 5               | 0               | 3               | 0               | 0               | 0               | 0               | 0               | 8               | 0               |
| Carrière totaal | Carrière totaal | Carrière totaal | Carrière totaal              | 294             | 117             | 6               | 1               | 0               | 0               | 12              | 7               | 312             | 125             |